# 費迪南·艾森斯坦
費迪南·哥德霍爾特·馬克斯·艾森斯坦（Ferdinand Gotthold Max Eisenstein，1823年4月16日—1852年10月11日），德國數學家。

## 簡介
艾森斯坦的數學才華很早便顯露了，他在一篇自傳式的文章寫：「作為一個六歲的小男孩，對我來說，一個數學證明比牛肉要用刀切而非叉子切容易理解。」1837年，艾森斯坦進入預科學校就讀，其才能很快得到老師的承認。15歲開始買書自修，從歐拉和拉格朗日的著作中學會微積分。17歲他開始參加狄利克雷和其他數學家在柏林大學的講座。1842年他購買了高斯的《整数论研考》，對數論產生興趣。同年夏天，他隨家人四處搬家。1843年他遇到哈密爾頓，哈氏給他一份阿貝爾關於高次方程無一般解的論文。因此，艾森斯坦被吸引過來，開始數學研究。下半年，他進入柏林大學，次年初向柏林學院提交了一篇論文。1844年6月他曾探訪高斯。1846年，他開始在橢圓函數方面研究。

### 政治活動
1848年，當時德國政治局勢不穩，艾森斯坦參加了一些支持民主聚會，雖不是活躍分子，但在3月19日被捕。次日就釋放，可是短短的囚禁期間的遭遇，已令艾氏的健康雪上加霜。跟阿貝爾一樣，這位數學家不足三十歲便英年早逝，同樣死於肺結核。

### 其他
- 雖然他是猶太人，但其家庭是新教徒。
- 艾森斯坦常彈鋼琴，甚至作曲。
- 小行星20174以他命名。
- 高斯曾經說過，只有三個劃時代的數學家：阿基米德，牛頓和艾森斯坦。